# Главник
Главнѝк е село в Южна България, община Ардино, област Кърджали.
Селото е създадено чрез отделяне от село Жълтуша през 1986 г. на съставната му махала Главник (Хасан башлар).

## География
| Население по години | Население по години |
| ------------------- | ------------------- |
| 1992 г.             | 142 души            |
| 2001 г.             | 143 души            |
| 2011 г.             | 93 души             |
| 2019 г.             | 75 души             |

Село Главник се намира в източната част на Западните Родопи, на 15 – 20 km западно от границата им с Източните Родопи. Разположено е на 400 –500 m югоизточно от село Жълтуша и е застроено по северните разклонения на невисок хълм. Надморските височини са в интервала 630 – 670 m.
Пътят за село Главник е ляво, западно отклонение от третокласния път между селата Падина и Бял извор, водещо и към селата Жълтуша, Еньовче и Оградна.

## Население
Преброяване на населението през 2011 г.
Численост и дял на етническите групи според преброяването на населението през 2011 г.:
|                     | Численост | Дял (в %) |
| Общо                | 93        | 100,00    |
| Българи             | 44        | 47,31     |
| Турци               | 8         | 8,60      |
| Цигани              | 0         | 0,00      |
| Други               | 0         | 0,00      |
| Не се самоопределят | 0         | 0,00      |
| Неотговорили        | 41        | 44,08     |

## Религии
Религията, изповядвана в селото, е ислям.

## Кухня
Традиционни ястия са пататник, колаци, мекици, качамак и други.